# Le Reculey
Le Reculey település Franciaországban, Calvados megyében. Lakosainak száma 278 fő (2018. január 1.). Le Reculey Beaulieu, Le Bény-Bocage, Le Désert és La Graverie községekkel határos.

## Népesség
A település népessége az elmúlt években az alábbi módon változott:
| Lakosok száma | 206  | 187  | 179  | 169  | 200  | 252  | 263  | 267  | 277  | 278  |
|               | 1962 | 1968 | 1982 | 1990 | 1999 | 2008 | 2011 | 2013 | 2017 | 2018 |